# Bassano del Grappa
Bassano del Grappa (velenceiül Basan) település Olaszországban, Veneto régióban, Vicenza megyében. Lakosainak száma 42 395 fő (2023. január 1.). Bassano del Grappa Cartigliano, Lusiana Conco, Nove, Romano d'Ezzelino, Rosa, Valbrenta, Cassola, Marostica, Pove del Grappa és Solagna községekkel határos.

## Népesség
A település népességének változása:
| Lakosok száma | 42 736 | 42 984 | 43 395 | 43 481 | 42 395 |
|               | 2001   | 2011   | 2017   | 2018   | 2023   |

## Híres szülöttjei
- Luigi Beghetto labdarúgó
- Tito Gobbi operaénekes
- Jacopo Bassano festő